# Петросаари
Петросаари (карел. Petrosaari — «остров Петра») — небольшой остров в Ладожском озере. Относится к группе Западных Ладожских шхер. Принадлежит Лахденпохскому району Карелии, Россия.
Имеет округлую форму, диаметр 0,6 км.
Расположен у восточного берега острова Кильпола. Полностью покрыт лесами.